# Plainville (Illinois)
Plainville es una villa ubicada en el condado de Adams en el estado estadounidense de Illinois. En el Censo de 2010 tenía una población de 264 habitantes y una densidad poblacional de 443,18 personas por km².

## Geografía
Plainville se encuentra ubicada en las coordenadas 39°47′5″N 91°10′54″O / 39.78472, -91.18167. Según la Oficina del Censo de los Estados Unidos, Plainville tiene una superficie total de 0.6 km², de la cual 0.6 km² corresponden a tierra firme y (0%) 0 km² es agua.

## Demografía
Según el censo de 2010, había 264 personas residiendo en Plainville. La densidad de población era de 443,18 hab./km². De los 264 habitantes, Plainville estaba compuesto por el 100% blancos, el 0% eran afroamericanos, el 0% eran amerindios, el 0% eran asiáticos, el 0% eran isleños del Pacífico, el 0% eran de otras razas y el 0% pertenecían a dos o más razas. Del total de la población el 0% eran hispanos o latinos de cualquier raza.